# Phlyarus basalis
Phlyarus basalis là một loài bọ cánh cứng trong họ Cerambycidae.